# 苏雷利娅·莫拉莱斯
苏雷利娅·莫拉莱斯（西班牙語：Surella Morales，1963年6月16日—），古巴女子田径运动员。她曾代表古巴参加1995年泛美运动会田径比赛，获得女子4×400米接力金牌。她也参加了1996年夏季奥运会。